# Серрана (мезорегион)

Серрана на карте.

Серрана (порт. Mesorregião de Serrana) — административно-статистический мезорегион в Бразилии, входит в штат Санта-Катарина. Население составляет 406 741 человек (на 2010 год). Площадь — 22 324,449 км². Плотность населения — 18,22 чел./км².

## Демография
Согласно сведениям, собранным в ходе переписи 2010 г. Национальным институтом географии и статистики (IBGE), население мезорегиона составляет:
| Полное население                            | Полное население                            | Полное население                            | Полное население                            | 406 741 |
| ------------------------------------------- | ------------------------------------------- | ------------------------------------------- | ------------------------------------------- | ------- |
| в том числе:                                | Городское население                         | 332 431                                     | Процент городского населения, %             | 81,73   |
|                                             | Сельское население                          | 74 310                                      | Процент сельского населения, %              | 18,27   |
|                                             | Мужское население                           | 201 968                                     | Процент мужского населения, %               | 49,66   |
|                                             | Женское население                           | 204 773                                     | Процент женского населения, %               | 50,34   |
| Плотность населения, чел/км²                | Плотность населения, чел/км²                | Плотность населения, чел/км²                | Плотность населения, чел/км²                | 18,22   |
| Население мезорегиона в % к населению штата | Население мезорегиона в % к населению штата | Население мезорегиона в % к населению штата | Население мезорегиона в % к населению штата | 6,51    |

## Статистика
- Валовой внутренний продукт на 2003 составляет 3 759 830 780,00 реалов (данные: Бразильский институт географии и статистики).
- Валовой внутренний продукт на душу населения на 2003 составляет 9166,96 реалов (данные: Бразильский институт географии и статистики).
- Индекс развития человеческого потенциала на 2000 составляет 0,782 (данные: Программа развития ООН).

## Состав мезорегиона
В мезорегион входят следующие микрорегионы:
1. Кампус-ди-Лажис
2. Куритибанус